# Raúl Tamudo
Raúl Tamudo Montero (n. Santa Coloma de Gramanet, Barcelona, 19 de octubre de 1977) es un exfutbolista español. Se desempeñaba como delantero, y jugó la mayor parte de su carrera en el Real Club Deportivo Espanyol. Es el maximo goleador histórico de este club en liga, con 129 goles.Anexo:Estadísticas del Real Club Deportivo Español#Máximos goleadores históricos, y el que más encuentros ha disputado. Tamudo anotó 140 goles en todas las competiciones oficiales. Además, es el máximo goleador catalán en la Primera Divisióncon 146 goles. Fue internacional absoluto con España en 13 ocasiones, en las que anotó 5 goles ganó 2 copas del rey con se dos goles en las finales y fue medalla de plata en sidney.

## Trayectoria

### Real Club Deportivo Espanyol
Ha sido el jugador más goleador de la historia del Real Club Deportivo Espanyol y uno de los iconos del club desde que en 1992 fichase por el R. C. D. Espanyol "B". El primer gol que marcó como futbolista perico lo anotó el día de su debut en primera división. Fue en un partido frente al Hércules Club de Fútbol en el Estadio José Rico Pérez, en la jornada 30 de la temporada 1996-97. Ese gol significó mucho para su club, ya que el Hércules era un rival directo para eludir el descenso. El segundo gol que marcó fue en el estadio de Sarriá contra el Real Oviedo, siendo el único tanto que ha marcado en Sarriá. Después de dos temporadas jugando entre el filial y el primer equipo, se fue cedido durante dos temporadas primero al Deportivo Alavés y, posteriormente, a la Unió Esportiva Lleida.
Después de estas dos temporadas volvió al Real Club Deportivo Espanyol totalmente preparado para triunfar como blanquiazul. Gracias en parte a sus goles, el Real Club Deportivo Espanyol se ha salvado de situaciones bastante comprometidas, lo cual encumbró a Tamudo como ídolo y capitán del equipo perico. En el año 2000, Raúl Tamudo consiguió marcar en la final de la Copa del Rey robando el balón que estaba botando en el césped el guardameta Toni Jiménez a los dos minutos de juego, cosa que ayudaría a que el Espanyol lograra un título después de más de sesenta años.
Ese mismo año Raúl Tamudo recibió una oferta del Rangers Football Club de Glasgow que el club aceptó ya que sufría una grave crisis económica. Incluso ante las negativas del jugador y de la afición, el club decidió venderlo. Pero el médico del Rangers Football Club dijo que Tamudo no estaba en las condiciones óptimas para fichar por el equipo escocés, ya que sufría una lesión en la pierna izquierda, producida en la final de las Olimpiadas de Sídney 2000 por el camerunés Carlos Kameni, que después sería compañero suyo en el Real Club Deportivo Espanyol. Dos días después de volver al Espanyol, Tamudo marcó un gol en un partido de la Copa de la UEFA.
En abril del año 2006, Tamudo volvió a marcar en una final de la Copa del Rey y asistió a su compañero Luis García en otro de los goles en la final que el Espanyol disputó ante el Real Zaragoza. El resultado fue de 4-1 a favor del Real Club Deportivo Espanyol y Tamudo lograría su segunda Copa del Rey. El 28 de octubre de 2006, el delantero catalán logró anotar su gol número 100 en Primera División con la camiseta del Espanyol ante el Real Racing Club de Santander. Este logro provocó un posterior homenaje por parte del club al jugador blanquiazul, premiando su exitosa trayectoria en el equipo.
El 9 de junio de 2007 consiguió superar a Rafael Marañón como máximo goleador de la historia del Real Club Deportivo Espanyol en liga. Los dos goles que igualaban y superaban el registro de Marañón —111 y 112, respectivamente— los consiguió ante el Fútbol Club Barcelona en el Camp Nou en la penúltima jornada de la temporada 2006-07, lo que supuso que el Real Club Deportivo Espanyol acabara empatando el partido y que el eterno rival del club perdiese la Liga. Aquel partido, en el que Raúl marcó su segundo gol en el minuto noventa de juego, pasó a conocerse popularmente como el Tamudazo. Esa misma temporada Tamudo alcanzó los 300 encuentros con la camiseta blanquiazul. Además, aquella campaña el equipo alcanzó la final de la Copa de la UEFA, que perdió en los penaltis frente al Sevilla Fútbol Club en Glasgow.
En la última jornada de la temporada 2008-09, Raúl Tamudo consiguió su primer hat-trick —tres goles en un mismo partido— con la camiseta del Espanyol ante el Málaga Club de Fútbol, en el último encuentro disputado en el estadio de Montjuïc. El 18 de julio de 2009, el entrenador Mauricio Pochettino anunció que había llegado a un acuerdo con Raúl Tamudo para que éste, después de ocho temporadas como capitán del equipo, cediese el brazalete a Dani Jarque —quien luego fue reemplazado por Iván de la Peña, tras fallecer súbitamente durante la pretemporada—. Este gesto enfrió las relaciones entre el futbolista y el club, por lo que solicitó una rebaja de su cláusula de rescisión para facilitar su salida, aunque ante la ausencia de ofertas, permaneció en el club. En octubre de 2009 el jugador y su representante, Tomás Durán, tuvieron un duro enfrentamiento con la directiva de la entidad. Durán había acusado a los dirigentes de desplazar al jugador. Tras un cruce de acusaciones entre el jugador, su representante y los directivos, el presidente españolista, Daniel Sánchez Llibre, convocó una rueda de prensa donde exhibió un documento para demostrar que fue el propio Tamudo quien había solicitado un rebaja de la cláusula para facilitar su marcha en el mercado de invierno 2008/09.
A partir de ese momento, el jugador, lastrado también por problemas físicos, dejó de contar para Mauricio Pochettino, aunque siguió en plantilla, esperando a que expirase su contrato con el club blanquiazul. Permaneció inédito durante cinco meses, en los que sólo fue convocado en una ocasión, pero sin llegar a jugar. Finalmente, el 8 de mayo de 2010, coincidiendo con el último partido de la temporada en el estadio Cornellà-El Prat ante el C. A. Osasuna, pudo despedirse de la afición perica disputando los veintisiete minutos finales del encuentro, convirtiéndose en el único futbolista del Espanyol que ha jugado en el estadio de Sarriá, en el Estadio Olímpico Lluís Companys y en el Estadio Cornellà-El Prat.

### Real Sociedad de Fútbol
El 31 de julio de 2010, Raúl Tamudo ficha por la Real Sociedad de Fútbol de San Sebastián por una temporada. Debutó en la jornada 1 de la temporada 2010-11 frente al Villarreal Club de Fútbol en el estadio de Anoeta. Su estreno como goleador en la Real Sociedad se produjo en la jornada 2 ante la Unión Deportiva Almería, como visitante, un 13 de septiembre de 2010.
El 29 de enero de 2011, marcando de nuevo ante el Almería, esta vez en Anoeta, Raúl Tamudo se convirtió en el jugador catalán con más goles en Primera División, con 133 dianas, superando a Quimet Murillo, jugador de los años 50 y 60 que vistió las camisetas del Real Valladolid Club de Fútbol y el Real Zaragoza. Tamudo mostró un buen nivel y fue un jugador importante en la lucha contra el descenso de la Real, marcando 7 goles en 31 partidos. Su estancia en el club guipuzcoano no se prolongó más allá del fin de su contrato.

### Rayo Vallecano
El 25 de agosto de 2011, Raúl Tamudo ficha por el Rayo Vallecano de Madrid por una temporada. Tamudo debutó con el equipo de Vallecas en la jornada 3 de la campaña 2011-12 frente al Real Zaragoza. Su estreno como goleador en el Rayo Vallecano se produjo en la jornada 5 ante el Levante Unión Deportiva, un 21 de septiembre de 2011, en el minuto 72 del partido tras anotar un penalti. Con su gol 143 en Liga ante su exequipo, el Real Club Deportivo Espanyol, se convirtió en el único futbolista que ha marcado al menos un gol en el estadio de Sarriá, en el Estadio Olímpico Lluís Companys y en el Estadio Cornellà-El Prat. A pesar de su veteranía, el jugador catalán dio un buen rendimiento en el Rayo Vallecano, marcando un total de nueve goles en Liga y uno en Copa del Rey, incluyendo un agónico gol en el descuento del último partido del año, ante el Granada que suponía la permanencia en Primera para el equipo vallecano.

### C. F. Pachuca
El 14 de junio de 2012 se confirmaba que Raúl Tamudo había sido fichado por el C. F. Pachuca para disputar el Torneo Apertura 2012 de la Primera División de México. Pese a que su contrato finalizaba en 2014, en diciembre de 2012 fue dado de baja debido a varias lesiones y el bajo rendimiento mostrado.

### Rayo Vallecano (2.ª Etapa)
El 31 de enero de 2013 Raúl Tamudo vuelve a Primera División de España para retornar al Rayo Vallecano de Madrid. El domingo 24 de febrero redebutó con el Rayo Vallecano en un partido contra el Real Valladolid Club de Fútbol y aunque estuvo muy cerca de marcar, su primer gol y único no llegaría hasta el 17 de marzo en el encuentro contra el Fútbol Club Barcelona en el Camp Nou. Aquel fue el último gol de Tamudo en Primera División.

### C. E. Sabadell F. C.
En septiembre de 2013 se hace oficial su fichaje por el C. E. Sabadell F. C. de Segunda División. En su primera campaña anota cuatro goles en 26 encuentros. Su segundo año, la temporada 2014-2015, Tamudo parece contar para el entrenador Miguel Olmo, disputando seis encuentros de liga en los que marco cuatro goles. Sin embargo, una lesión en el menisco lo apartó de la competición y una vez recuperado, con el equipo último en la tabla, no contó para los técnicos Álex Garcia y Mandiá. Finalmente el CE Sabadell terminó descendiendo de categoría. El 5 de septiembre de 2015 anunció su retirada definitiva del fútbol.

### Directivo del Espanyol
En septiembre de 2016, Tamudo vuelve al RCD Espanyol para ejercer funciones de representación deportiva e institucional, implementación de proyectos de mejora deportiva y de las instalaciones del club y asistencia en la formación global de los deportistas de la cantera así como de apoyo a los futbolistas profesionales del primer equipo.

### Porcinos FC
En diciembre de 2022, Ibai Llanos presentó a Tamudo como jugador "número 11" del equipo que él mismo preside, llamado Porcinos FC. Este equipo es uno de los 12 que forman en su conjunto la denominada Kings League InfoJobs , una liga de Fútbol 7 organizada y dirigida por Gerard Piqué. Dicha competición posee un formato en el cual cada equipo tiene una serie de jugadores seleccionados en un Draft, además de otros dos jugadores que pueden ser seleccionados de manera libre por cualquiera de los presidentes de cada equipo. En este caso, el realizador de directos vasco fichó a Tamudo como uno de estos dos jugadores, para que pasara a ser parte de su proyecto. No obstante y debido a una lesión, Tamudo solo pudo participar en el primer encuentro de liga, teniendo que renunciar así a jugar el resto de la competición.

## Selección nacional
Disputó un total de trece partidos con la selección española, en los que anotó cinco goles. Su debut se produjo el 18 de agosto de 2000, en un amistoso ante Alemania disputado en Hannover, con resultado 4-1 para los teutones, estando José Antonio Camacho como seleccionador nacional. Como curiosidad, cabe mencionar que los cinco goles que marcó con el combinado nacional fueron de cabeza.
| #  | Fecha      | Lugar                          | Rival             | Goles     | Resultado | Competición                 |
| -- | ---------- | ------------------------------ | ----------------- | --------- | --------- | --------------------------- |
| 1  | 16-08-2000 | Niedersachsenstadion, Hannover | Alemania          | -         | 4-1       | Amistoso                    |
| 2  | 13-02-2002 | Estadio de Montjuïc, Barcelona | Portugal          | -         | 1-1       | Amistoso                    |
| 3  | 21-08-2002 | Ferenc Puskás, Budapest        | Hungría           | 54'       | 1-1       | Amistoso                    |
| 4  | 18-02-2004 | Estadio de Montjuïc, Barcelona | Perú              | -         | 2-1       | Amistoso                    |
| 5  | 18-08-2004 | Gran Canaria, Las Palmas       | Venezuela         | 56' · 66' | 3-2       | Amistoso                    |
| 6  | 03-09-2004 | Ciudad de Valencia, Valencia   | Escocia           | -         | 1-1       | Amistoso                    |
| 7  | 13-10-2004 | Estadio Žalgiris, Vilna        | Lituania          | -         | 0-0       | Clasificación Mundial 2006  |
| 8  | 03-09-2005 | El Sardinero, Santander        | Canadá            | 70'       | 2-1       | Amistoso                    |
| 9  | 07-09-2005 | Vicente Calderón, Madrid       | Serbia            | -         | 1-1       | Clasificación Mundial 2006  |
| 10 | 13-10-2007 | NRGi Park, Aarhus              | Dinamarca         | 14'       | 1-3       | Clasificación Eurocopa 2008 |
| 11 | 17-10-2007 | Olympiastadion, Helsinki       | Finlandia         | -         | 0-0       | Amistoso                    |
| 12 | 17-11-2007 | Santiago Bernabéu, Madrid      | Suecia            | -         | 3-0       | Clasificación Eurocopa 2008 |
| 13 | 21-11-2007 | Gran Canaria, Las Palmas       | Irlanda del Norte | -         | 1-0       | Clasificación Eurocopa 2008 |

### Participaciones internacionales
| Torneo                          | Sede   | Resultado        |
| ------------------------------- | ------ | ---------------- |
| Juegos Olímpicos de Sídney 2000 | Sídney | Medalla de plata |

## Estadísticas

### Clubes
| Club             | País          | Temporada     | Liga  | Liga  | Copa Nacional | Copa Nacional | Copa Internacional * | Copa Internacional * | Total | Total |
| Club             | País          | Temporada     | Part. | Goles | Part.         | Goles         | Part.                | Goles                | Part. | Goles |
| ---------------- | ------------- | ------------- | ----- | ----- | ------------- | ------------- | -------------------- | -------------------- | ----- | ----- |
| RCD Espanyol B   | España        | 1996-97       | 29    | 12    | -             | -             | -                    | -                    | 29    | 12    |
| RCD Espanyol     | España        | 1996-97       | 10    | 2     | -             | -             | -                    | -                    | 10    | 2     |
| RCD Espanyol B   | España        | 1997-98       | 13    | 6     | -             | -             | -                    | -                    | 13    | 6     |
| RCD Espanyol     | España        | 1997-98       | 4     | 2     | 2             | 0             | -                    | -                    | 6     | 2     |
| Deportivo Alavés | España        | 1997-98       | 6     | 0     | 2             | 0             | -                    | -                    | 8     | 0     |
| Lleida           | España        | 1998-99       | 14    | 5     | 3             | 0             | -                    | -                    | 17    | 5     |
| RCD Espanyol     | España        | 1998-99       | 19    | 8     | 3             | 0             | -                    | -                    | 22    | 8     |
| RCD Espanyol     | España        | 1999-00       | 34    | 10    | 6             | 1             | -                    | -                    | 40    | 11    |
| RCD Espanyol     | España        | 2000-01       | 30    | 11    | 5             | 1             | 3                    | 1                    | 38    | 13    |
| RCD Espanyol     | España        | 2001-02       | 35    | 17    | 1             | 0             | -                    | -                    | 36    | 17    |
| RCD Espanyol     | España        | 2002-03       | 29    | 10    | 1             | 0             | -                    | -                    | 30    | 10    |
| RCD Espanyol     | España        | 2003-04       | 32    | 19    | -             | -             | -                    | -                    | 32    | 19    |
| RCD Espanyol     | España        | 2004-05       | 30    | 11    | 1             | 0             | -                    | -                    | 31    | 11    |
| RCD Espanyol     | España        | 2005-06       | 29    | 10    | 3             | 1             | 4                    | 2                    | 36    | 13    |
| RCD Espanyol     | España        | 2006-07       | 31    | 15    | -             | -             | 7                    | 2                    | 38    | 17    |
| RCD Espanyol     | España        | 2007-08       | 25    | 10    | 4             | 1             | -                    | -                    | 29    | 11    |
| RCD Espanyol     | España        | 2008-09       | 26    | 6     | -             | -             | -                    | -                    | 26    | 6     |
| RCD Espanyol     | España        | 2009-10       | 6     | 0     | 1             | 0             | -                    | -                    | 7     | 0     |
| Real Sociedad    | España        | 2010-11       | 31    | 7     | -             | -             | -                    | -                    | 31    | 7     |
| Rayo Vallecano   | España        | 2011-12       | 32    | 9     | 1             | 1             | -                    | -                    | 33    | 10    |
| Pachuca          | México        | Ap. 2012      | 7     | 0     | 2             | 0             | -                    | -                    | 9     | 0     |
| Rayo Vallecano   | España        | 2012-13       | 4     | 1     | -             | -             | -                    | -                    | 4     | 1     |
| Sabadell         | España        | 2013-14       | 26    | 4     | -             | -             | -                    | -                    | 26    | 4     |
| Sabadell         | España        | 2014-15       | 6     | 4     | -             | -             | -                    | -                    | 6     | 4     |
| Total carrera    | Total carrera | Total carrera | 508   | 177   | 35            | 5             | 14                   | 5                    | 557   | 187   |

- (*) Incluye datos de la Copa de la UEFA.

### Resumen estadístico
| Competición         | Partidos | Goles | Promedio |
| ------------------- | -------- | ----- | -------- |
| Primera División    | 407      | 146   | 0.36     |
| Segunda División    | 52       | 13    | 0.25     |
| Segunda División B  | 42       | 18    | 0.43     |
| Copa del Rey        | 35       | 5     | 0.14     |
| Copa de la UEFA     | 14       | 5     | 0.36     |
| Selección de España | 13       | 5     | 0.38     |
| Selección Olímpica  | 6        | 1     | 0.17     |
| Total               | 569      | 193   | 0.34     |

## Palmarés

### Campeonatos nacionales
| Título           | Club             | País   | Año  |
| ---------------- | ---------------- | ------ | ---- |
| Segunda División | Deportivo Alavés | España | 1998 |
| Copa del Rey     | RCD Espanyol     | España | 2000 |
| Copa del Rey     | RCD Espanyol     | España | 2006 |

### Copas regionales
| Título        | Club         | País   | Año  |
| ------------- | ------------ | ------ | ---- |
| Copa Cataluña | RCD Espanyol | España | 2006 |

### Otros
| Título           | Equipo              | País   | Año  |
| ---------------- | ------------------- | ------ | ---- |
| Medalla de plata | Selección de España | España | 2000 |

## Récords
- Máximo goleador catalán de la historia[22]
- 21.er máximo goleador histórico de la Liga
- Segundo máximo goleador de la historia del Real Club Deportivo Espanyol
- Jugador con más partidos como jugador del Real Club Deportivo Espanyol